# Eleutherodactylus fenestratus
Eleutherodactylus fenestratus là một loài ếch trong họ Leptodactylidae.
Nó được tìm thấy ở Bolivia, Brasil, Peru, và có thể cả Colombia.
Các môi trường sống tự nhiên của chúng là các khu rừng ẩm ướt đất thấp nhiệt đới hoặc cận nhiệt đới, các khu rừng vùng núi ẩm nhiệt đới hoặc cận nhiệt đới, hồ nước ngọt, và đầm nước ngọt.

## Hình ảnh

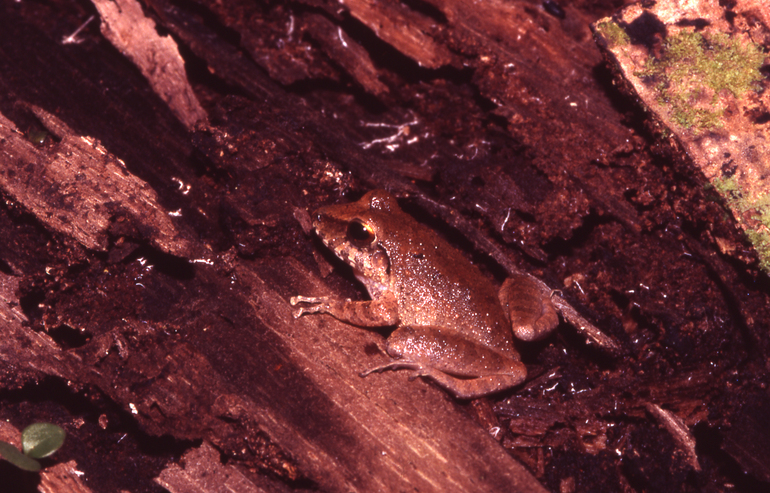
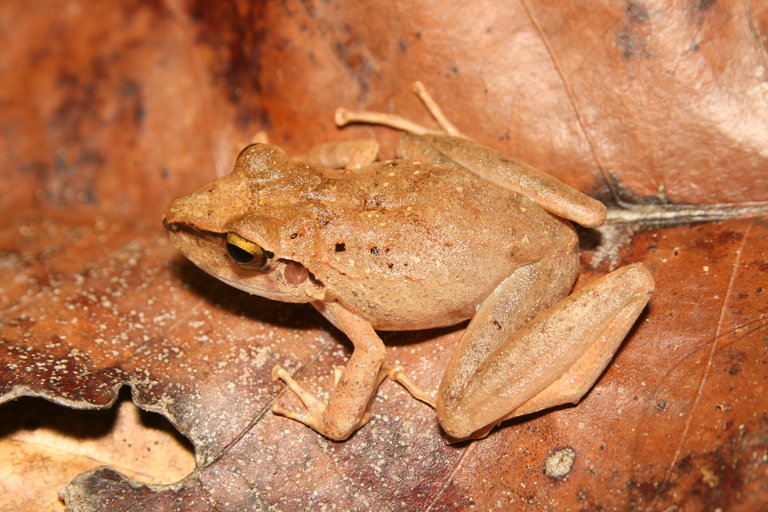
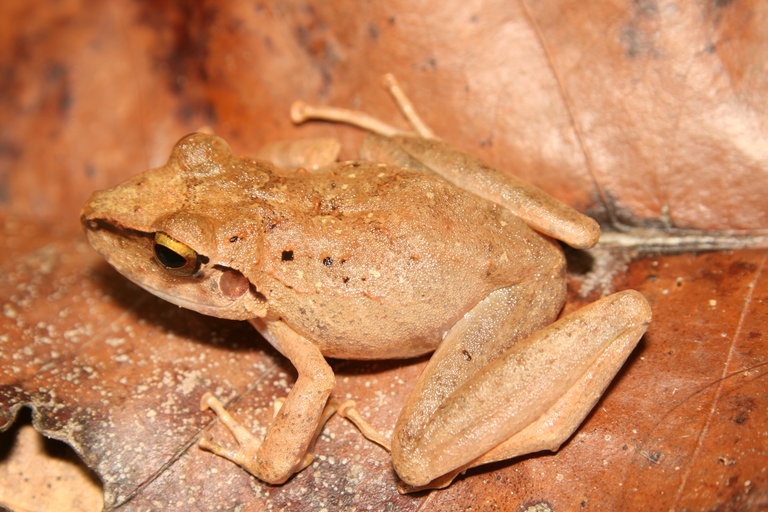